# Taidekoti Kirpilä
Taidekoti Kirpilä (Zweeds: Konsthemmet Kirpilä) is een kunstcollectie in de Finse hoofdstad Helsinki.
De kunstverzameling bevindt zich in de woning van de overleden Finse arts Juhani Kirpilä (1931-1988). Na zijn overlijden in 1988 doneerde hij het gebouw met zijn verzameling aan het Fins Cultuurfonds. Het museum opende in 1992 en laat voornamelijk Finse kunst zien van de eeuwwisseling tot aan de jaren zeventig.